# Bugarach
Bugarach település Franciaországban, Aude megyében. Lakosainak száma 242 fő (2022. január 1.). Bugarach Camps-sur-l’Agly, Rennes-le-Château, Saint-Just-et-le-Bézu, Saint-Louis-et-Parahou, Sougraigne és Caudiès-de-Fenouillèdes községekkel határos.

## Népesség
A település népességének változása:
| Lakosok száma | 156  | 144  | 176  | 186  | 200  | 225  | 228  | 234  | 240  | 242  |
|               | 1968 | 1982 | 1999 | 2006 | 2011 | 2015 | 2017 | 2018 | 2020 | 2022 |